# 人民会堂站 (青岛市)
人民会堂站，位于中华人民共和国山东省青岛市市南区太平路与大学路交叉口地下，是青岛地铁3号线和4号线的地铁换乘站。

## 沿革
- 2009年11月30日，青岛地铁一期工程正式奠基，地铁车站土建（3号线部分）开始。
- 2016年12月18日，青岛地铁3号线全线通车，人民会堂站正式启用。

## 车站结构
地铁3号线和4号线为分层V字型交叉排布，以3号线为主站位：3号线为东西方向，沿太平路－金口一路（路北）伸展；4号线为东北－西南方向，沿太平路－大学路伸展。
车站3号线部分为地下二层岛式站台车站，车站标准段总高13 m、埋深10 m，站厅宽17.4 m、长76.9 m、面积1338.1 m²，站台宽8.8 m、有效长118.8 m、面积1045.4 m²，
车站主体采用明挖法施工，设4个出入口（A出入口分为1和2两个）、2组风亭和1个消防出入口，分别位于周边的大学路、金口一路和太平路。

### 楼层
|                   |  | 3号线往青岛站（太平角公园） |
| 島式 · 開左邊车门 |  |                             |
|                   |  | 3号线往青岛北站（五四广场） |

|                   |  | 4号线往大河东（信号山（青大附院）） |
| 島式 · 開左邊车门 |  |                                     |
|                   |  | 4号线下客站台                       |

### 出入口
|                     |                              |                                                                                |      |
|                     |                              |                                                                                |      |
| 编号                | 指示                         | 建议前往的目的地                                                               | 图片 |
| A · 出口            | 太平路（北），青岛市人民会堂 | 青岛市民俗博物馆（青岛天后宫）、青岛太平路小学、青岛市实验小学                 |      |
| B · 出口 · （设有） | 大学路（东），龙口路         | 青岛市美术馆、骆驼祥子博物馆（老舍故居）、梁实秋故居、中国海洋大学（鱼山校区） |      |
| C · 出口            | 金口一路（西），莱阳路（北） | 青岛市社会主义学院                                                             |      |
| D · 出口            | 莱阳路（南）                 | 金口一路、张玺故居                                                             |      |
| E · 出口            | 太平路（南）                 | 山东省青岛实验初级中学、栈桥广场                                               |      |
| （设有）            | 太平路（南）                 |                                                                                |      |
| 图例： 设有         |                              |                                                                                |      |

## 公共艺术品
3号线主题《八大关》陶瓷壁画作品利用车站天地墙的空间布设，画面色调明快清丽，造型简洁准确。以青岛建筑、沙滩、海湾、绿树等元素展现八大关自然人文风貌、彰显青岛百年历史文化、海滨风情。

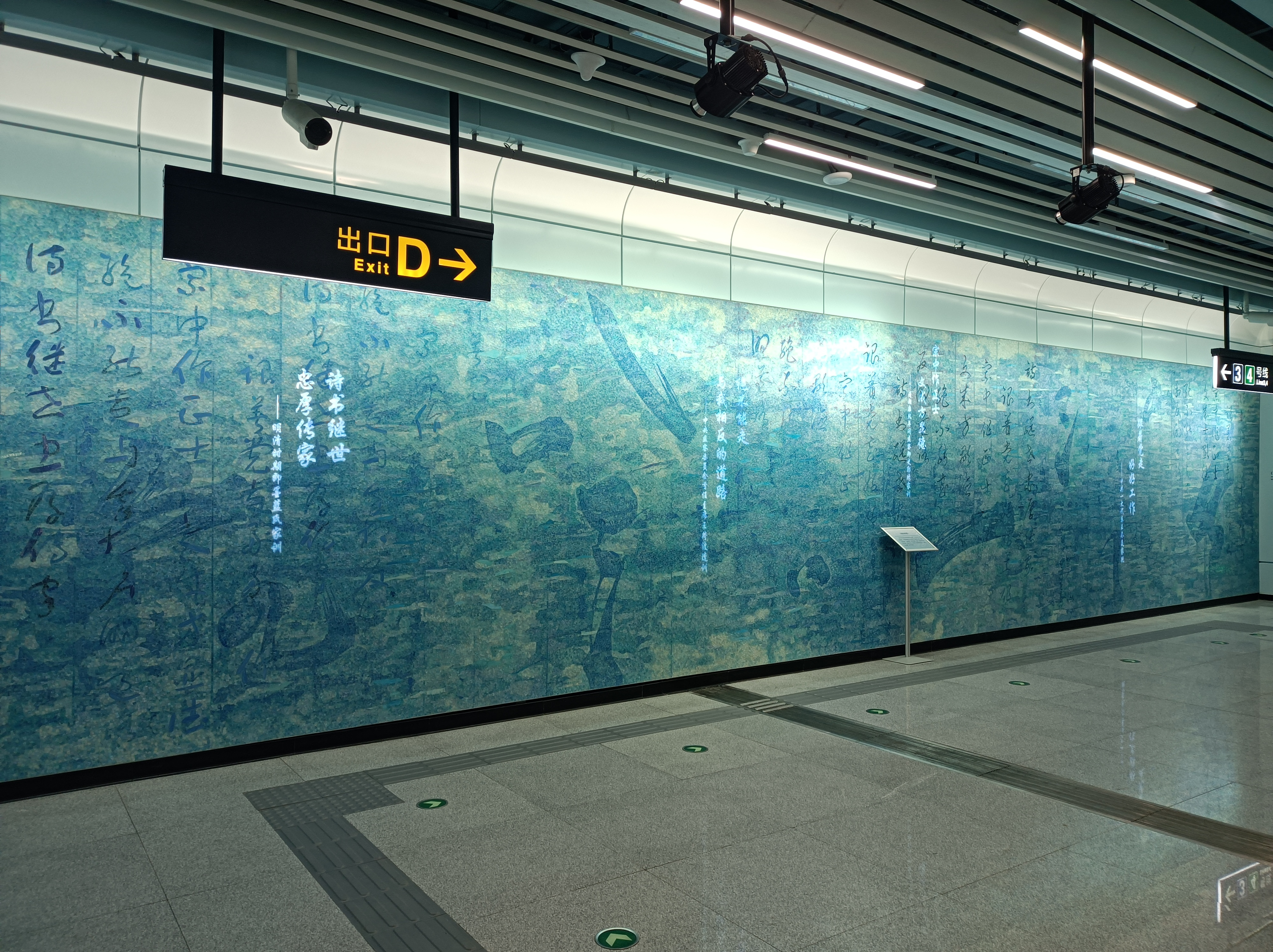
《清廉之岛》主题艺术品

4号线主题《清廉之岛》选用天青色为主基调，以“山海清风”为主题，展现廉政文化。

## 车站周边
人民会堂站坐落于青岛海滨风景区内，距离黄海青岛湾最短直线距离约300米，旅客出站即可远眺大海。正西方向约900米即是栈桥；西南方向约900米即是小青岛；西北方向约700米为汇泉湾；正北方向约600米为信号山公园。车站西北侧对面为青岛人民会堂，即站名来源。

## 换乘
人民会堂站除自身轨道交通性质外，还可实现与市内公交车和出租车的近距离换乘：
- 分布于周边的公交车站，包括以下路线的停靠站点：1、6、25、26、202、214、223、225、228、231、304、307、311、312、316、321、367、501路等。